# Fernand Mauroux
Pour les articles homonymes, voir Mauroux.
Fernand Mauroux, né le 22 novembre 1885 à L'Isle-de-Noé (Gers) et mort le 11 septembre 1981 à Auch (Gers), est un résistant et homme politique français.

## Biographie
Issu d'une famille d'artisans, Fernand Mauroux suit, lui des études de droit à Montpellier, puis s'installe à Auch comme négociant en bois.
Elu conseiller municipal de sa ville, en 1929, il est aussi membre de la chambre de commerce du Gers.
En 1943, il s'oppose à une motion de soutien à Philippe Pétain proposé par cette chambre, ce qui lui vaut une courte condamnation à de la prison.
Engagé dans la résistance, comme son fils, Louis, qui meurt en déportation, Fernaud Mauroux est, à la Libération, décoré de la légion d'honneur et de la médaille de la résistance.
Elu conseiller municipal d'Auch en 1944, il devient, cette même année, président de la chambre de commerce du Gers, fonction qu'il conserve jusqu'en 1959.
En 1945, il mène la liste du MRP pour l'élection de la première assemblée constituante dans le Gers et est élu député, renouvelé en juin 1946.
De nouveau tête de liste MRP en novembre 1946, il obtient  31,1 % des voix, ce qui lui permet de conserver son mandat de député.
A l'assemblée, il consacre son activité principalement aux questions douanières et financières, ainsi qu'à celles intéressant l'activité et le fonctionnement des chambres de commerce.
En 1951, le MRP s'effondre dans le Gers, subissant comme dans de nombreux départements la concurrence des gaulliste du RPF, ainsi, localement qu'un retour en grâce du radicalisme, mené par le vétéran Abel Gardey. N'obtenant que 13,6 % des voix, il ne parvient pas à sauver son siège de député.
De nouveau candidat, mais en troisième position, inéligible, en 1956, sur une liste MRP en pleine marginalisation (6,5 %) des voix, il abandonne ensuite la vie politique.

## Détail des fonctions et des mandats
Mandats parlementaires
- 21 octobre 1945 - 10 juin 1946 : Député du Gers
- 2 juin 1946 - 27 novembre 1946 : Député du Gers
- 10 novembre 1946 - 4 juillet 1951 : Député du Gers